# Fotoliaza
Fotoliaza je encim, ki popravlja poškodbe na DNK zaradi vpliva ultravijolične svetlobe. Encim potrebuje za svoje delovanje energijo fotonov vidnega spektra, navadno v območju modre in vijolične svetlobe. Celoten proces tovrstnega popravljanja DNK se imenuje fotoreaktivacija.
Fotoliaza je flavoprotein z dvema vezanima kofaktorjema, ki absorbirata svetlobo. Eden od kofaktorjev je reducirani flavin adenin dinukleotid (FADH2), ki je prisoten pri vseh fotoliazah, glede na drugi faktor pa razdelimo fotoliaze na dve skupini:
- folatne fotoliaze, kjer je kofaktor pterin v obliki meteniltetrahidrofolata (MTHF),
- deazaflavinske fotoliaze, kjer je kofaktor deazaflavin v obliki 8-hidroksil-7,8-didemetil-5-deazariboflavina (8-HDF).

Čeprav je za katalitično aktivnost encima potreben le FADH2, drugi kofaktor znatno pospeši hitrost reakcije v slabo osvetljenih pogojih. Encim deluje preko prenosa (transferja) elektronov, pri čemer je FADH2 aktiviran s svetlobo in deluje kot donor elektronov za razbitje pirimidinskih dimerov.
Fotoliaze se z veliko afiniteto reverzibilno vežejo na komplementarne verige DNK in razbijejo določene tipe pirimidinskih dimerov, ki nastanejo, ko se par timinov ali citozinov na isti verigi DNK kovalentno poveže med sabo, in jih pretvori v izvorne organske dušikove baze. Pogosta oblika kovalentne povezave je ciklobutanski obroč.
Tovrstni encimi so prisotni in funkcionalni pri različnih vrstah, od bakterij in gliv do živali.
V človeški celicah encim ni prisoten, vendar so pri mnogih višjih evkariontih, vključno s človekom, prisotne podobne (homologne) beljakovine, imenovane kriptokromi, ki so udeležene v svetlobnih regulacijskih aktivnostih, kot so dnevni (cirkadiani) ritmi.
Nekatere sončne kreme vsebujejo molekule fotoliaze z namenom popravljanja poškodb kože zaradi ultravijolične svetlobe.